# Frédéric Leclerc
Pour les autres membres de la famille, voir Famille Le Clerc.
Ne doit pas être confondu avec Frédéric Leclercq.
 (juillet 2016).
Si vous disposez d'ouvrages ou d'articles de référence ou si vous connaissez des sites web de qualité traitant du thème abordé ici, merci de compléter l'article en donnant les références utiles à sa vérifiabilité et en les liant à la section « Notes et références ».
Frédéric Louis Joseph Leclerc est né le 22 septembre 1810 à Tours. Frédéric Le Clerc meurt le 3 janvier 1891, à l'âge de 80 ans, à Bloomfield, dans le comté de San Juan au Nouveau-Mexique. 
Il fut docteur en médecine, écrivain, professeur à l’École de médecine de Tours, médecin en chef de l’hôpital de Tours, botaniste.
À sa naissance et à l'époque où il écrit Le Texas et sa Révolution, l'auteur, s'appelle bien  Leclerc, toutefois, à la suite d'une décision de justice, l'orthographe de son patronyme change légèrement et devient Le Clerc, le patronyme exact de sa famille depuis des siècles, modifié du temps de la Révolution française.

## Sa famille

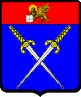
Blason des Le Clerc.

Son père, Luc Leclerc (1780-1858), est médecin à Tours. En 1819, le docteur Leclerc est médecin-chef, aux côtés de Bretonneau, à l'âge de 29 ans. La mère de Frédéric Leclerc, Emmanuelle du Chastel (1790-1872), cousine du député guillotiné Gaspard-Séverin Duchastel et du général Louis Claude du Chastel, se sépare de son mari en 1823. Elle part vivre avec Pierre Bretonneau (1778-1862) avec ses enfants. Celui-ci considère Frédéric comme le fils qu'il n'a pas eu. Frédéric Leclerc est le cousin du général Charles Hyacinthe Leclerc de Landremont.

## Biographie

### Études et premières recherches (1828/1835)
Frédéric Leclerc est élevé au château des Pins à Chemillé-sur-Dême, puis à Tours. Il est admis le 24 octobre 1828 en qualité d'élève externe à l'Hospice général. Il finit ses études de médecine à Paris, car en 1830 l'école de médecine de Tours n'existe pas encore. Armand Trousseau et Alfred Velpeau se chargent de son éducation à Paris, comme le montre différents courriers adressés avec Pierre Bretonneau. En 1832, le choléra frappe la capitale et Frédéric en est atteint, tout comme Trousseau.
Le 23 mai 1835, Frédéric soutient sa thèse : Essai sur les épispastiques. Il conclut entre autres que la Cerocoma Schoefferi n'est pas moins épispastique que la cantharide des boutiques et qu'il en est de même de toutes les espèces du même genre. Malgré son jeune âge (il a alors à peine 25 ans) Frédéric Leclerc est déjà membre de la Société des Sciences Naturelles de France, ainsi que de la société entomologique de France. Frédéric revient alors à Tours et travaille avec Bretonneau à l'étude des lésions anatomiques de la dysenterie. Ils font aussi des recherches sur les propriétés médicinales de la Cantharide officinale et d'autres insectes.
Il constitue un herbier de grande importance dès 1828 et qu'il enrichit jusqu'en 1860. Cet herbier a été donné par sa veuve, Eugénie Meusnier (1824-1894), à l'École de Médecine et de Pharmacie de Tours, en 1892. Quand il part aux États-Unis et au Texas en 1837, il en profite pour enrichir sa collection, et dans son ouvrage Le Texas et sa révolution, on note des passages où il décrit la flore qu'il observe.

### Premier voyage au Texas (1837-1838)
En 1837, Frédéric Leclerc part aux États-Unis, où l'on retrouve sa trace à Cincinnati dans l'Ohio, en juin et juillet 1837, puis à La Nouvelle-Orléans. Frédéric Leclerc gagne ensuite le Texas en 1838, alors pays indépendant des États-Unis, où il étudie la faune, la flore, la géologie du pays, mais aussi et surtout le nouvel état qui le fascine. Atteint par la fièvre jaune qu'il a contracté à La Nouvelle-Orléans, où il était venu récupéré des correspondances, il est de retour en France en décembre 1838.
Pierre Bretonneau craignant un nouveau départ lui suggère d'écrire le récit de son voyage afin de le retenir. Le manuscrit est imprimé dans La Revue des deux mondes, de mars et avril 1840, puis paraît sous la forme d'un ouvrage intitulé : Le Texas et sa révolution dans lequel est décrit la révolution texane que livrèrent les texans contre le Mexique en 1836.
Son séjour au Texas va donner des idées à d'autres membres de sa famille. En 1842, Félix Leclerc de Pulligny, son cousin germain, s'embarque pour l'Amérique muni de lettres de recommandations, pour l’Amérique, dont celles de l’ami de la famille François-René de Chateaubriand (1768-1848).

### Médecin en chef de Tours (1839-1871)
Quand Pierre Bretonneau démissionne de sa fonction de médecin en chef de l'hospice de Tours le 20 février 1838, c'est Frédéric Leclerc qui le remplace le 15 janvier 1839. Leclerc devient alors un membre important du milieu médical tourangeau, membre titulaire de la Société Médicale de l'Indre-et-Loire en 1840. En septembre 1841, il fait une autre communication remarquée sur la méningite cérébrale et démontre, selon lui, qu'elle n'est autre que le typhus. Le 1er septembre 1841, il présente une invention : la pince à mors recourbés pour la trachéotomie, un perfectionnement de la pince d'Armand Trousseau de 1832.

### Son mariage et sa descendance (1842)
Frédéric se marie avec Marie Eugénie Meusnier, le 14 novembre 1842, à Tours.
Sa fille aînée, Marguerite Le Clerc, naît le 22 juillet 1845. Sa seconde fille, Jeanne Le Clerc naît le 1er septembre 1847. Son fils Maurice André Marc Le Clerc né le 18 août 1864. 
Marguerite Le Clerc, sa fille aînée, se marie quatre ans plus tard, le 2 mars 1868 avec le lieutenant-colonel Ernest de Rambaud (1819-1899), polytechnicien, petit-fils d'Agathe de Rambaud.

son fils Maurice aura un fils Luc Le Clerc qui assure la descendance par 2 filles Claude Le Clerc, Annick Le Clerc et  un garçon Marc Le Clerc, chacun ayant de nombreux descendants. 
Frédéric Le Clerc se remarie aux États-Unis, mais son fils Frédéric Charles Le Clerc : vérifier vos sources(1891-1810) ne semble pas voir eu d'enfants.

### Professeur de botanique et matière médicale (1842)
Frédéric Le Clerc obtient la chaire de professeur d'histoire naturelle et de matière médicale. Avec cette chaire, il retrouve une fonction à laquelle il s'était exercé en 1836 en donnant alors gratuitement des cours de botanique aux élèves internes de l'hospice général de Tours.
Nommé professeur titulaire de botanique et matière médicale à l'École préparatoire de Médecine et de Pharmacie de Tours en 1842, il n'abandonne pas pour autant ses fonctions à l'Hospice général de Tours et s'y occupe plus particulièrement de certaines maladies.
Les épidémies de choléra qui frappent la Touraine et Tours en partir en 1832, 1849 et 1854 le conduisent à diriger ses travaux vers cette maladie. Il publie : De la médication curative du choléra asiatique en 1855. En 1857 paraît De la médication curative de la dysenterie aigüe et chronique et d'un procédé thérapeutique pour arrêter le ténesme, à Tours. En décembre 1859, pour la rentrée de l'École de médecine de Tours, il donne Recherches physiologiques et anatomiques sur le mouvement des végétaux.

### Le temps des polémiques (1867-1871)
Déjà en 1858, Frédéric Le Clerc, à l'époque médecin en chef de l'hôpital de Tours, s'intéresse au traitement de la tuberculose, de la phtisie pulmonaire, en préconisant des insufflations de chaux. Cette prise de position lui vaut de très vifs démêlés avec la Société Médicale d'Indre-et-Loire. En 1867, il est radié pour avoir en outre publié des « articles dans les journaux politiques, et des promesses illusoires de guérison ». À l'âge de 62 ans, il donne sa démission de ses fonctions de médecin et de professeur.

### Le territoire du Nouveau-Mexique (1872-1891)
Frédéric obtient la séparation de sa femme. Se séparant de sa femme, il renoue avec ses attirances pour le continent nord-américain en 1871, après la guerre de 1870. Il laisse une femme et deux autres enfants, dont un fils qui n'a que six ans. 
Dans le territoire du Nouveau-Mexique, il exerce la médecine, toujours à l'affût de nouvelles expériences scientifiques et va être en même temps éleveur, botaniste, pionnier au milieu des indiens Navajos et chercheur d'or. Frédéric Le Clerc prend aussi la défense des sauvages. Mais il est néanmoins estimé de son entourage et la nationalité américaine lui est attribuée le 2 septembre 1890, à la suite de sa demande du 2 mars 1872. Il s'est remarié avec une certaine Marie Jeanne Halbert (1835-1909), de 25 ans sa cadette, et ils ont un fils Frédéric Charles Le Clerc. Frédéric Le Clerc achève sa vie le 3 janvier 1891, à l'âge de 80 ans, à Bloomfield, dans le Comté de San Juan au Nouveau-Mexique.

### Œuvres de Frédéric Le Clerc
- De la Médication curative de la dysenterie aiguë et de la dysenterie chronique, et d'un procédé thérapeutique pour arrêter le tenesme… par Frédéric Leclerc… Publication Tours, impr. de J. Bouserez : 1857

- De la Médication curative du choléra asiatique, par Frédéric Leclerc… Tours, Impr. J. Bouserez : 1859

- Recherches physiologiques et anatomiques sur le mouvement des végétaux, discours prononcé à la rentrée de l'École de médecine de Tours, le 15 décembre 1859, par le Dr Frédéric Leclerc… Publication Tours, impr. de Ladevèze : 1859

- Essai sur les Epispastiques, Publication Paris, impr. Didot : 1835

- Leclerc, Frédéric, 1810-1891, Le Texas et sa Révolution, Publication Paris, H. Fournier : 1840

- Leclerc, Frédéric, Texas and its revolution, Translated… by James L. Shepherd, III, Houston, Texas, Anson Jones press, 1950. - In-4 ̊ (27,5 cm), 150 p., portrait, carte dépl., fac-sim. [Don 296-59] -VIIIh11-, Note(s) :  Contient le fac-similé de la p. de titre de l'édition originale, publié à Paris, en 1840, FRBNF32361217

### Sources
- Le Texas et sa révolution consultable sur Wikisource
- Nouvelles annales des voyages, de la géographie 1840, article sur Le Texas et sa révolution, p. 227
- Emile Aron, Bretonneau, le médecin de Tours, 1979, Éditions C.L.D.
- Thomas W. Streeter, Bibliographie du Texas, 1795-1845 (5 vols., Cambridge, le Massachusetts: Pression, 1955-60 D'Université De Harvard).
- Dalmasso Franck, Frédéric Le Clerc (1810-1891), médecin en chef de l'hôpital général de Tours, Faculté de médecine de Tours, Université François Rabelais, 1997.